# Graham Kitchener

a Compétitions nationales et continentales officielles uniquement.

b Matchs officiels uniquement.
Graham Paul Kitchener, né le 29 septembre 1989 à Bromley, est un joueur anglais de rugby à XV qui évolue au poste de deuxième ligne. Il mesure 1,98 m pour 121 kg.

## Biographie
Graham Kitchener représente l'Angleterre dans les équipes de moins de 16, moins de 18 et de moins de 20 ans. Il remporte un grand Grand Chelem au Tournoi des Six Nations des moins de 20 ans 2008. 

## Palmarès
- Vainqueur du Championnat d'Angleterre en 2013